# Uyovu
Uyovu è una circoscrizione mista (mixed ward) della Tanzania situata nel distretto di Bukombe, regione di Geita. Conta una popolazione di 29 909 abitanti (censimento 2012).